# Liste der Gerechten unter den Völkern aus Tschechien

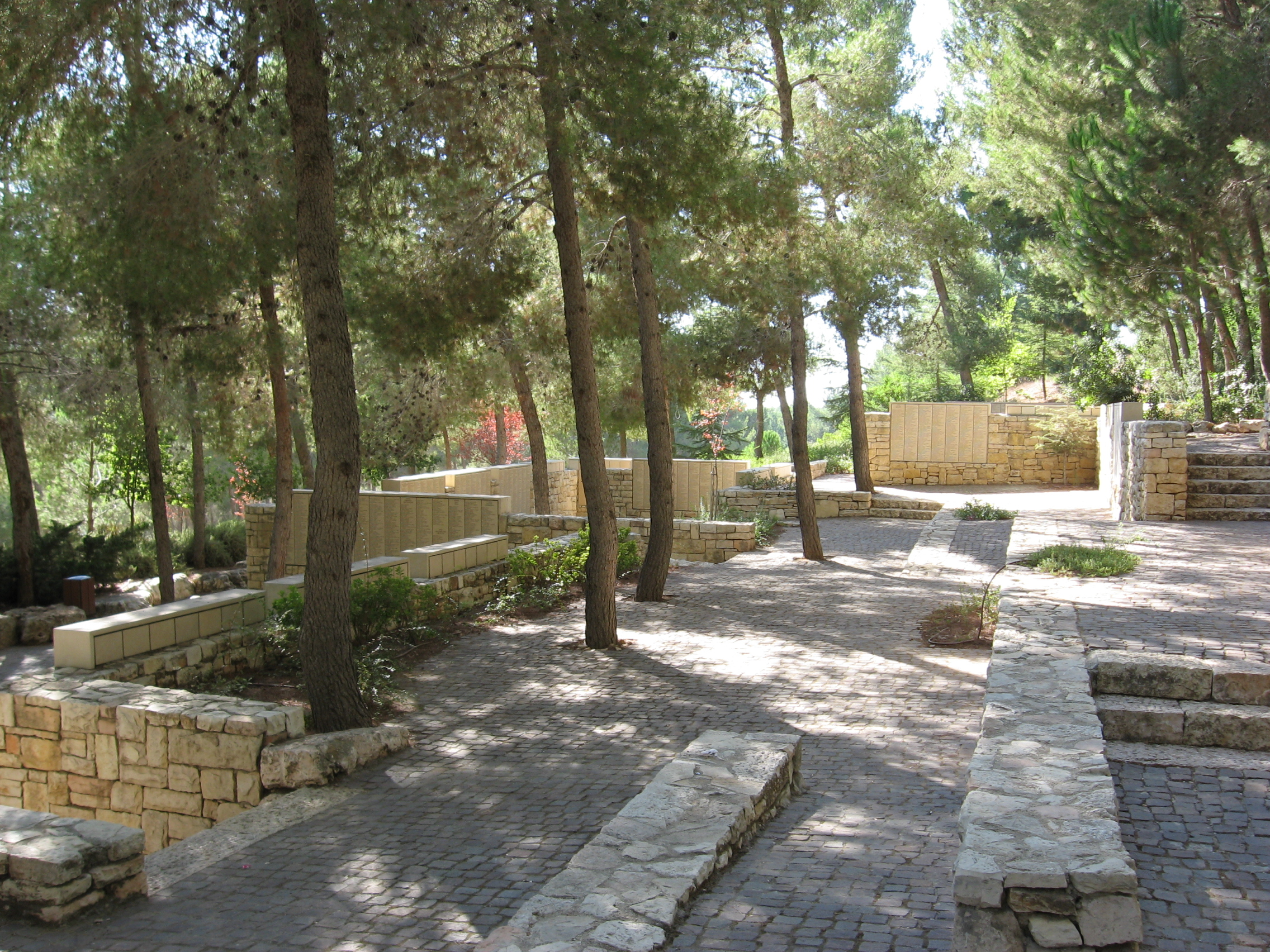
Der Garten der Gerechten unter den Völkern

Die Liste der Gerechten unter den Völkern aus Tschechien führt in alphabetischer Reihenfolge diejenigen Tschechen und Tschechinnen auf, die von der Gedenkstätte Yad Vashem mit dem Titel Gerechter unter den Völkern geehrt wurden.

## Hintergrund
Die seit 1918 bestehende Tschechoslowakei wurde durch das nationalsozialistische Deutschland seit 1938 systematisch destabilisiert und schließlich dem deutschen Machtbereich einverleibt. Nach der Zerschlagung und Besetzung der Tschechoslowakei durch die deutsche Wehrmacht am 15. März 1939 verkündete Adolf Hitler tags darauf die Errichtung des „Reichsprotektorats Böhmen und Mähren“. In Prag wurde die Zentralstelle für jüdische Auswanderung geschaffen und fast die gesamte jüdische Bevölkerung des Protektorats im KZ Theresienstadt interniert und von dort zumeist weiter in das Vernichtungslager KZ Auschwitz deportiert. Von etwa 82.000 aus dem Protektorat deportierten Juden überlebten nur rund 11.200.
Israel hat nach der Staatsgründung 1948 den Ehrentitel Gerechter unter den Völkern (hebräisch חסיד אומות העולם Chassid Umot ha-Olam) eingeführt, um nichtjüdische Einzelpersonen zu ehren, die unter nationalsozialistischer Herrschaft während des Zweiten Weltkriegs ihr Leben einsetzten, um Juden vor der Ermordung zu retten.
125 Tschechen und Tschechinnen erhielten bisher für die Rettung jüdischer Mitbürger den Titel Gerechter unter den Völkern.

## Liste
Die Liste richtet sich grundsätzlich nach den Angaben der Liste der Gerechten unter den Völkern aus Tschechien von Yad Vashem, wobei jedoch die Schreibweise der für die tschechische Sprache charakteristischen Buchstaben (wie etwa das „š“, das in der Liste von Yad Vashem als „s“ auftaucht) angepasst wurde. In einigen Fällen ist die nationale Zugehörigkeit der jeweiligen Gerechten nicht eindeutig. Dies betrifft besonders häufig Menschen, die Yad Vashem in der Liste der Gerechten aus der Slowakei führt, andere Quellen aber als „Tschechen“ bezeichnen. Beide Nationalitäten waren zum Zeitpunkt der Rettungstaten noch nicht getrennt, sondern Staatsangehörige der – deutsch besetzten – Tschechoslowakei, die sich 1992 in die Staaten Tschechien und Slowakei auflöste.
Die Liste ist alphabetisch nach Nachnamen geordnet. Hinter dem Namen ist jeweils das Geburtsdatum, das Sterbedatum, der Ort der Rettung, der Grund der Ehrung und das Jahr der Ehrung angegeben.
| Name                     | Geboren       | Gestorben     | Ort der Rettung                  | Grund der Ehrung | Jahr |
| ------------------------ | ------------- | ------------- | -------------------------------- | --- | ---- |
| Karla Andělová-Weisová   | 1908          | 27. Juni 1984 | Prag                             | Karla Andelová, die Besitzerin einer Schneiderei aus Prag, beschäftigte nach dem Einmarsch der deutschen Wehrmacht in die Tschecho-Slowakische Republik am 15. März 1939 ihren jüdischen Freund Ferdinand Weiss in ihrer Schneiderei. Beide waren im Widerstand gegen die Nationalsozialisten aktiv, versteckten zahlreiche Juden zeitweise im Keller und bewahrten zudem in ihrer Wohnung das Eigentum deportierter Juden auf. Beide wurden von der Gestapo verhaftet und Karla Andelová wurde danach fünfeinhalb Jahre lang in Gefängnissen in Prag und Dresden, im KZ Theresienstadt und im KZ Ravensbrück festgehalten und mehrfach gefoltert. Im Konzentrationslager kümmerte sie sich um einen kleinen jüdischen Jungen ohne Eltern und nahm in nach der Befreiung mit nach Prag. Auch ihr jüdischer Freund Ferdinand Weiss wurde in verschiedene Konzentrationslager deportiert, überlebte und kehrte nach Prag zurück. Beide heirateten und wanderten nach Israel aus. | 1978 |
| Frantisek Babor          |               |               | Vrtbo                            | František Babor und seine Frau Maria Baborová aus Vrtbo im Bezirk Pilsen versteckten 1945 den Juden Shraga Nitzberg in ihrem Haus und organisierten für vier jüdische Kameraden Nitzbergs weitere Verstecke in Vrtbo. Nitzberg hatte das KZ Auschwitz überlebt und war nach dem Todesmarsch ins KZ Buchenwald und danach an die tschechische Grenze mit seinen Kameraden geflohen. František Babor hatte die Fliehenden entdeckt und seine Hilfe angeboten. | 1991 |
| Maria Babor              |               |               | Vrtbo                            | František Babor und seine Frau Maria Baborová aus Vrtbo im Bezirk Pilsen versteckten 1945 den Juden Shraga Nitzberg in ihrem Haus und organisierten für vier jüdische Kameraden Nitzbergs weitere Verstecke in Vrtbo. Nitzberg hatte das KZ Auschwitz überlebt und war nach dem Todesmarsch ins KZ Buchenwald und danach an die tschechische Grenze mit seinen Kameraden geflohen. František Babor hatte die Fliehenden entdeckt und seine Hilfe angeboten. | 1991 |
| Antonie Bačovský         |               |               | Martinovce                       | Leopold und Antonia Bačovský, ein Ehepaar mit elf Kindern aus Martinovce, nahm von Ende 1942 für drei Jahre das einjährige jüdische Kleinkind Josef Danziger bei sich auf. Die Mutter des Jungen, Nechama Danziger, war Anfang 1942 ermordet worden und sein Vater, Yehoshua Danziger, hatte den Sohn zu den Bačovskýs gebracht und sich einer Partisaneneinheit angeschlossen. | 1995 |
| Leopold Bačovský         |               |               | Martinovce                       | Leopold und Antonia Bačovský, ein Ehepaar mit elf Kindern aus Martinovce, nahm von Ende 1942 für drei Jahre das einjährige jüdische Kleinkind Josef Danziger bei sich auf. Die Mutter des Jungen, Nechama Danziger, war Anfang 1942 ermordet worden und sein Vater, Yehoshua Danziger, hatte den Sohn zu den Bačovskýs gebracht und sich einer Partisaneneinheit angeschlossen. | 1995 |
| Dr. Anna Binder-Urbanová | 1984          |               | KZ Auschwitz                     | Dr. Anna Binder-Urbanová, eine ehemalige Mitarbeiterin des tschechischen Außenministeriums in Prag, die 1941 von der Gestapo verhaftet wurde und zunächst ins KZ Ravensbrück und dann in KZ Auschwitz deportiert worden war, konnte als Sekretärin des Versuchszentrums für Kautschukpflanzen von Dr. Joachim Caesar sechs jüdischen Biologen und einer Chemikerin, Claudette Bloch-Kennedy, zu günstigen Haftbedingungen verhelfen. Außerdem organisierte sie Vorträge, Gruppendiskussionen, unterrichtete Sprachen und wurde durch ihre humane Haltung zu einer Quelle der Hoffnung und Inspiration. | 1967 |
| Karel Bisom              | 13. Jan. 1894 | 31. Dez. 1978 | Brno                             | Der Rechtsanwalt Karel Bisom und seine Frau Milada aus Brünn nahmen 1939 nach der deutschen Besetzung das Kleinkind Milada Ondráčková, die Tochter des minderjährigen tschechischen Mädchens Jiřina Ondráčková und des 25-jährigen jüdischen Jurastudenten Simon Daenemark bei sich auf. | 2001 |
| Milada Bisom             | 27. Juni 1911 | 6. Nov. 1963  | Brno                             | Der Rechtsanwalt Karel Bisom und seine Frau Milada aus Brünn nahmen 1939 nach der deutschen Besetzung das Kleinkind Milada Ondráčková, die Tochter des minderjährigen tschechischen Mädchens Jiřina Ondráčková und des 25-jährigen jüdischen Jurastudenten Simon Daenemark bei sich auf. | 2001 |
| Josef Bleha              | 17. Juli 1894 | 20. Apr. 1945 | Ghetto Theresienstadt            | Josef Bleha, der Besitzer eines Zigarettenladens in der Stadt Theresienstadt, betätigte sich als Mittelsmann zwischen den Juden, die sich bereits im Ghetto Theresienstadt befanden, und ihren Familienangehörigen außerhalb. Er überbrachte Geld und Essen und tauschte Nachrichten aus. Bleha bezog auch seine in Prag lebende Verlobte in den Kurierdienst ein, deren Zuhause zu einer Sammelstelle für Nachrichten an die Ghettoinsassen wurde. Unter den Häftlingen im Ghetto half Bleha insbesondere der vierköpfigen jüdischen Familie von Siegfried Katz. | 1994 |
| Anna Bohaty              | 1870          | 1952          | Libanovka                        | Anna Bohaty und Vincenc Bohaty aus dem Dorf Libanovka im Bezirk Dubno versteckten von 1941 bis Kriegsende Mindla Emilia Schwarz, ein jüdisches Mädchen aus ihrer Nachbarschaft. | 2013 |
| Vincenc Bohaty           | 1870          | 1945          | Libanovka                        | Anna Bohaty und Vincenc Bohaty aus dem Dorf Libanovka im Bezirk Dubno versteckten von 1941 bis Kriegsende Mindla Emilia Schwarz, ein jüdisches Mädchen aus ihrer Nachbarschaft. | 2013 |
| Bohdan Bohun             |               |               | Řevnice                          | Růžena Šmídová und ihr Adoptivsohn Bohdan Bohun aus dem Dorf Řevnice bei Prag, versteckten ab April 1943 in ihrem Haus die vier Juden Dora Batz und Honza Neumann, die aus dem Ghetto Izbica in Lublin geflohen waren, sowie Max Neumann und Thea Kimlová. Nach vier Monaten wurden die Flüchtigen und ihre Retter von der Gestapo verhaftet, zunächst ins Gefängnis in Kladno und später in die Kleine Festung in Theresienstadt überstellt. Alle überlebten den Krieg. | 1997 |
| Adolf Brchan             | 30. Okt. 1895 |               | Zahradky                         | Adolf Brchaň, ein Polizist aus dem Dorf Zahrádky, seine Frau Anna Brchaň, ihre Tochter Milada Kolman und ihr Schwiegersohn Josef Kolman versteckten in ihrem Haus von 1943 bis Kriegsende den jüdischen Doktor der Rechtswissenschaften Josef Krautman. Dr. Krautman war Mitglied der tschechischen Untergrundgruppe von Dr. Klouda, die 1942 nach der Ermordung von Reinhard Heydrich, dem Gouverneur des Protektorats Böhmen und Mähren, enttarnt worden war und deren Mitglieder größtenteils verhaftet und hingerichtet worden waren. Dr. Krautman entkam jedoch und es gelang ihm – obwohl er mit Haftbefehl gesucht wurde und eine hohe Belohnung auf ihn ausgesetzt war – nach längerem Umherirren das Haus der Familie Brchaň/Kolman in Zahrádky zu erreichen, das ihm als Unterschlupf von Adolf Brchaňs Bruder, Josef Brchaň, genannt worden war. | 2003 |
| Anna Brchan              |               |               | Zahradky                         | Adolf Brchaň, ein Polizist aus dem Dorf Zahrádky, seine Frau Anna Brchaň, ihre Tochter Milada Kolman und ihr Schwiegersohn Josef Kolman versteckten in ihrem Haus von 1943 bis Kriegsende den jüdischen Doktor der Rechtswissenschaften Josef Krautman. Dr. Krautman war Mitglied der tschechischen Untergrundgruppe von Dr. Klouda, die 1942 nach der Ermordung von Reinhard Heydrich, dem Gouverneur des Protektorats Böhmen und Mähren, enttarnt worden war und deren Mitglieder größtenteils verhaftet und hingerichtet worden waren. Dr. Krautman entkam jedoch und es gelang ihm – obwohl er mit Haftbefehl gesucht wurde und eine hohe Belohnung auf ihn ausgesetzt war – nach längerem Umherirren das Haus der Familie Brchaň/Kolman in Zahrádky zu erreichen, das ihm als Unterschlupf von Adolf Brchaňs Bruder, Josef Brchaň, genannt worden war. | 2003 |
| Anna Butová              | 1928          |               | Knienicze                        | Alexander Tomíček, ein Bauer aus Knienicze, und seine Tochter Anna Butová kümmerten sich von 1941 bis zur Befreiung von Knienicze durch die Rote Armee um Zvi Goldgamer, einen Juden aus Suwalki. Goldgamer, der 1939 über die tschechische Grenze nach Luck geflohen war, 1941 im Ghetto von Luck konzentriert und einer Gruppe von Straßenarbeitern außerhalb des Ghettos zugeteilt worden war, lernte in Knienicze Alexander Tomíček kennen, konnte auf dessen Bauernhof arbeiten und wurde von diesem nach der Auflösung des Ghettos bis 1944 in seinem Haus und später in einem nahegelegenen polnischen Dorf versteckt. | 1997 |
| Vera Bruzková-Diskantová | 1915          |               | KZ Ravensbrück                   | Vĕra Brůžková, eine zwanzigjährige tschechische politische Gefangene im KZ Ravensbrück, rettete im Winter 1944/1945 Arnošt Rosenzweig, einen siebenjährigen jüdischen Jungen, der mit Typhus im Krankenbau des Lagers lag. Sie brachte ihn in eine Abteilung für nichtjüdische weibliche Häftlinge, wo sie ihn bis Kriegsende versorgte und versteckte. | 2003 |
| Bohuslav Cepek           | 8. Apr. 1901  | 20. März 1976 | Ozeryany                         | Olga und Bohuslav Capek sowie ihre Tochter Evzenie Vroblová versteckten in Ozeryany fünf jüdische Mitbürger. | 2021 |
| Olga Cepek               | 1904          | 1981          | Ozeryany                         | Olga und Bohuslav Capek sowie ihre Tochter Evzenie Vroblová versteckten in Ozeryany fünf jüdische Mitbürger. | 2021 |
| Anna Chlupová            |               |               | Sedlice                          | Jaroslav Chlup, ein tschechischer Partisan aus Sedlice, und seine Frau Anna Chlupová versteckten und pflegten 1945 in ihrem Haus den verletzten polnischen Juden Herman Feder, der seit Ende 1939 verschiedene Konzentrationslager überlebt hatte und am 20. April 1945 von seinem Transport mit dem Zug nach Bergen-Belsen fliehen konnte. | 1984 |
| Jaroslav Chlup           |               |               | Sedlice                          | Jaroslav Chlup, ein tschechischer Partisan aus Sedlice, und seine Frau Anna Chlupová versteckten und pflegten 1945 in ihrem Haus den verletzten polnischen Juden Herman Feder, der seit Ende 1939 verschiedene Konzentrationslager überlebt hatte und am 20. April 1945 von seinem Transport mit dem Zug nach Bergen-Belsen fliehen konnte. | 1984 |
| Karla Divišová           |               | 15. Feb. 1992 | Prag                             | Václav Diviš und seine Frau Karla Divišová aus Prag versteckten in ihrem Haus Anfang 1945 die jüdischen Frauen Erna Fries, Vĕra Kaufmanová und Anka Lenkavičová, denen die Flucht von einem Todesmarsch gelungen war. | 1999 |
| Václav Diviš             | 1. Feb. 1900  | 11. Nov. 1974 | Prag                             | Václav Diviš und seine Frau Karla Divišová aus Prag versteckten in ihrem Haus Anfang 1945 die jüdischen Frauen Erna Fries, Vĕra Kaufmanová und Anka Lenkavičová, denen die Flucht von einem Todesmarsch gelungen war. | 1999 |
| Alois Dvořák             | 1897          |               | Maratice                         | Alois Dvořák, ein Gastwirt aus Maratice, seine Frau und seine Tochter Marie Dvořáková versteckten 1945 in ihrem Haus Ludmila Haeutler und Božena Haeutler, zwei von vier Kindern der jüdischen Familie Haeutler. Die vier Schwestern hatten zuvor das Ghetto Theresienstadt, das Konzentrationslager Auschwitz und das Konzentrationslager Groß-Rosen in Niederschlesien überlebt und es war ihnen gelungen vom Todesmarsch aus Groß-Rosen im März 1945 zu fliehen. | 2001 |
| Marie Dvořáková          | 1921          |               | Maratice                         | Alois Dvořák, ein Gastwirt aus Maratice, seine Frau und seine Tochter Marie Dvořáková versteckten 1945 in ihrem Haus Ludmila Haeutler und Božena Haeutler, zwei von vier Kindern der jüdischen Familie Haeutler. Die vier Schwestern hatten zuvor das Ghetto Theresienstadt, das Konzentrationslager Auschwitz und das Konzentrationslager Groß-Rosen in Niederschlesien überlebt und es war ihnen gelungen vom Todesmarsch aus Groß-Rosen im März 1945 zu fliehen. | 2001 |
| Antonin Dvořák           |               |               | Prag                             | Antonin Dvořák, Jiří Seydler und Stanislav Zvoniček, Mitglieder einer Prager Untergrundorganisation, versteckten von April bis Mai 1944 den jüdischen Studenten Karel Koerper, der 1942 mit seiner Familie ins Ghetto Theresienstadt deportiert worden war und von dort fliehen konnte. | 2001 |
| Olga Fierzová            | 26. Juli 1900 | 17. Juni 1990 | Prag                             | Olga Fierz, eine gebürtige Schweizerin, die in Prag lebte, unterstützte Přemysl Pitter während der gesamten deutschen Besatzung bei der Betreuung jüdischer und nichtjüdischer Waisenkinder im Milíč-Waisenhaus im Stadtteil Žižkov von Prag. Sie kümmerte sich ebenfalls um jüdische Waisenkinder, die im Genesungsheim in Mýto u Rokycan versteckt waren. Außerdem besuchte sie andere bedürftige jüdische Familien und versorgte sie mit Grundnahrungsmitteln. | 1966 |
| Dr. Joseph Fišera        | 1912          | 11. Jan. 2005 | Vence und Creuse                 | Joseph Fišera, ein tschechischer Student in Paris, arbeitete nach der Niederlage Frankreichs für die die tschechoslowakische diplomatische Mission. Es gelang ihm in dieser Funktion, zahlreiche Kinder tschechoslowakischer Nationalität in einer großen Unterkunft in Vence, dem MACE (La Maison d’Acceuil Chrétienne pour Enfants, christliche Aufnahmeheim für Kinder) unterzubringen. Er arbeitete mit den Mitarbeitern der jüdischen Organisation OSE in den Internierungslagern zusammen und rettete mehrere Dutzend jüdische Kinder. In Vence wurden sie als Protestanten registriert. | 1968 |
| Libuše Friesová          | 22. Aug. 1923 |               | Terezin, Prag und Christianstadt | Libuše Vávrová aus Prag unterstützte ab 1941 ihren jüdischen Kollegen und späteren Ehemann Egon Fries nach dessen Deportation ins Ghetto Theresienstadt. Dessen Schwester, Erna Fries, stellte sie ihre Ausweisdokumente zur Verfügung, wodurch diese der Deportation nach Theresienstadt zunächst entgehen konnte. Nachdem dies aufflog, wurde Vávrová zu neun Monaten Gefängnis verurteilt und Erna Fries wurde nach Theresienstadt überstellt. Nach ihrer Entlassung unterstützte Vávrová Egon Fries weiter und stellte ihm Lebensmittel und andere lebensnotwendigen Dinge zur Verfügung. Auch Erna Fries, die 1945 in Christianstadt bei Groß Rosen interniert war, unterstützte sie mit Lebensmitteln und Geld. Als Erna Fries im Februar gemeinsam mit drei weiteren Frauen die Flucht von einem Todesmarsch gelang, beschaffte sie den Flüchtlingen nach ihrer Ankunft in Prag falsche Papiere und organisierte ein Versteck für sie im Haus von Karla und Václav Divis, später für zwei der Frauen im Haus von Anna und Karel Jirsa in Košetice. | 1999 |
| Karel Frýdl              |               |               | Liptál                           | Karel Frýdl versteckte 1945 in seinem Haus in Liptál unweit von Vsetín für zwei Monate seinen jüdischen Bekannten Erich Kulka und den Polen Moniek, denen auf ihrem Transport von Auschwitz nach Mauthausen die Flucht aus einem überfüllten Zug gelungen war. | 1983 |
| Božena Goldscheiderová   | 4. Dez. 1902  | 1972          | Rokycany                         | Božena Goldscheiderová, eine Witwe mit einer Tochter aus Rokycany, schickte regelmäßig Lebensmittelpakete an Hugo Goldscheider und andere jüdische Freunde in den Ghettos und Lagern. Ab September 1942 versteckte und pflegte sie bis zur Befreiung Hugo Goldscheider in ihrer Wohnung, der im Januar 1942 ins Ghetto Theresienstadt deportiert worden war, und nach seiner Verlegung nach Izbica fliehen konnte. | 2001 |
| Iosif Gozak              | 1875          |               | Kiew                             | Jekaterina Kobets und das tschechische Ehepaar Iosif Gozak und Juzefa Gozak, Nachbarn im Kiewer Vorort Swjatoschino (heute Swjatoschyn), versteckten von Mai 1942 bis zur Befreiung im November 1943 den jüdischen Jungen Ilja Mitelman, einen der Söhne ihrer jüdischen Nachbarn Noach und Mariya Mittelman. | 2004 |
| Juzefa Gozak             | 1886          |               | Kiew                             | Jekaterina Kobets und das tschechische Ehepaar Iosif Gozak und Juzefa Gozak, Nachbarn im Kiewer Vorort Swjatoschino (heute Swjatoschyn), versteckten von Mai 1942 bis zur Befreiung im November 1943 den jüdischen Jungen Ilja Mitelman, einen der Söhne ihrer jüdischen Nachbarn Noach und Mariya Mittelman. | 2004 |
| Miloš Hájek              | 1921          | 29. Aug. 2016 | Prag                             | Miloš Hájek, ein Kommunist aus Prag, der nach der deutschen Annexion des Sudetenlandes Ende 1938 in der Anti-Nazi-Bewegung aktiv war, besorgte für Mitglieder der Hashomer Hatzair und ihre Familien falsche Dokumente, die ihre arische Identität bescheinigten und organisierte für sie Verstecke. Zu den Juden, denen Miloš Hájek half, gehörten Arnošt Neumann, Avri Gruenberger und Miloš Pick. | 1995 |
| Alena Hajkova            | 1924          | 2. Aug. 2012  | Terezin                          | Alena Hájková-Divišová, eine Näherin aus Prag, übermittelte für jüdische Freunde wichtige Informationen oder Geld, brachte ihnen Nahrung ins Ghetto in Theresienstadt, organisierte Verstecke und versorgte Juden mit gefälschten oder gestohlenen Ausweisdokumenten. | 1991 |
| Milena Herbenova         | 9. Okt. 1900  | 8. Feb. 1965  | Prag                             | Milena Herbenová aus Prag versteckte ab Weihnachten 1942 für zweieinhalb Jahre das dreijährige jüdische Mädchen Eva Beerová, deren Eltern wegen ihrer politischen Aktivitäten gegen die Nazis inhaftiert worden waren. | 2003 |
| Anton Holátko            |               |               | Noviny                           | Josef Holátko, seine Frau Anna Holátková sowie Anton Holátko und seine Frau, zwei Bauernehepaare aus dem Dorf Nowiny Czeskie, versteckten nach der Eroberung Polens durch die Deutschen im September 1939 die siebenköpfige jüdische Familie Teitelmann in ihrem Haus. Nach dem Ribbentrop-Molotow-Abkommen konnten die Teitelmanns wieder in ihr Haus im sowjetisch besetzten Teil Polens zurückkehren. Nach dem Überfall der Sowjetunion durch die Deutschen im Juni 1941 waren die Teitelmanns erneut auf Hilfe angewiesen. Für einige Zeit konnte der jüngste Sohn der Teitelmanns, Josef, bei der Familie Holátko arbeiten. Auch begannen die Holátkos regelmäßig Lebensmittel und Grundbedarfsgüter zu den Teitelmanns ins Ghetto zu schmuggeln. Als die Hinrichtungen der Ghettoinsassen begannen, konnten die Teitelmanns fliehen, zwei Familienmitglieder wurden ermordet, die restlichen fünf konnten sich 1942/1943 in den Wäldern verstecken und erhielten ab Sommer 1943 bis zur Befreiung im Februar 1944 erneut Unterschlupf auf dem Grundstück der Familie Holátko. | 1991 |
| Anna Holátkova           |               |               | Noviny                           | Josef Holátko, seine Frau Anna Holátková sowie Anton Holátko und seine Frau, zwei Bauernehepaare aus dem Dorf Nowiny Czeskie, versteckten nach der Eroberung Polens durch die Deutschen im September 1939 die siebenköpfige jüdische Familie Teitelmann in ihrem Haus. Nach dem Ribbentrop-Molotow-Abkommen konnten die Teitelmanns wieder in ihr Haus im sowjetisch besetzten Teil Polens zurückkehren. Nach dem Überfall der Sowjetunion durch die Deutschen im Juni 1941 waren die Teitelmanns erneut auf Hilfe angewiesen. Für einige Zeit konnte der jüngste Sohn der Teitelmanns, Josef, bei der Familie Holátko arbeiten. Auch begannen die Holátkos regelmäßig Lebensmittel und Grundbedarfsgüter zu den Teitelmanns ins Ghetto zu schmuggeln. Als die Hinrichtungen der Ghettoinsassen begannen, konnten die Teitelmanns fliehen, zwei Familienmitglieder wurden ermordet, die restlichen fünf konnten sich 1942/1943 in den Wäldern verstecken und erhielten ab Sommer 1943 bis zur Befreiung im Februar 1944 erneut Unterschlupf auf dem Grundstück der Familie Holátko. | 1991 |
| Josef Holátko            | 21. Nov. 1906 |               | Noviny                           | Josef Holátko, seine Frau Anna Holátková sowie Anton Holátko und seine Frau, zwei Bauernehepaare aus dem Dorf Nowiny Czeskie, versteckten nach der Eroberung Polens durch die Deutschen im September 1939 die siebenköpfige jüdische Familie Teitelmann in ihrem Haus. Nach dem Ribbentrop-Molotow-Abkommen konnten die Teitelmanns wieder in ihr Haus im sowjetisch besetzten Teil Polens zurückkehren. Nach dem Überfall der Sowjetunion durch die Deutschen im Juni 1941 waren die Teitelmanns erneut auf Hilfe angewiesen. Für einige Zeit konnte der jüngste Sohn der Teitelmanns, Josef, bei der Familie Holátko arbeiten. Auch begannen die Holátkos regelmäßig Lebensmittel und Grundbedarfsgüter zu den Teitelmanns ins Ghetto zu schmuggeln. Als die Hinrichtungen der Ghettoinsassen begannen, konnten die Teitelmanns fliehen, zwei Familienmitglieder wurden ermordet, die restlichen fünf konnten sich 1942/1943 in den Wäldern verstecken und erhielten ab Sommer 1943 bis zur Befreiung im Februar 1944 erneut Unterschlupf auf dem Grundstück der Familie Holátko. | 1991 |
| Frau Holátko             |               |               | Noviny                           | Josef Holátko, seine Frau Anna Holátková sowie Anton Holátko und seine Frau, zwei Bauernehepaare aus dem Dorf Nowiny Czeskie, versteckten nach der Eroberung Polens durch die Deutschen im September 1939 die siebenköpfige jüdische Familie Teitelmann in ihrem Haus. Nach dem Ribbentrop-Molotow-Abkommen konnten die Teitelmanns wieder in ihr Haus im sowjetisch besetzten Teil Polens zurückkehren. Nach dem Überfall der Sowjetunion durch die Deutschen im Juni 1941 waren die Teitelmanns erneut auf Hilfe angewiesen. Für einige Zeit konnte der jüngste Sohn der Teitelmanns, Josef, bei der Familie Holátko arbeiten. Auch begannen die Holátkos regelmäßig Lebensmittel und Grundbedarfsgüter zu den Teitelmanns ins Ghetto zu schmuggeln. Als die Hinrichtungen der Ghettoinsassen begannen, konnten die Teitelmanns fliehen, zwei Familienmitglieder wurden ermordet, die restlichen fünf konnten sich 1942/1943 in den Wäldern verstecken und erhielten ab Sommer 1943 bis zur Befreiung im Februar 1944 erneut Unterschlupf auf dem Grundstück der Familie Holátko. | 1991 |
| Emilka Holštajn          | 1909          | 22. Feb. 1987 | Mlodawa Czeska I                 | Toník Holštajn und Emilka Holštajn, ein Bauernehepaar aus Mlodawa, versteckte von Anfang 1943 bis zur Befreiung im April 1944 auf ihrem Bauernhof die jüdischen Brüder Jakow Krup und Mordechai Krup, denen die Flucht aus dem Ghetto von Warkowicze gelungen war. | 1998 |
| Toník Holštajn           | 1905          | 17. Nov. 1991 | Mlodawa Czeska I                 | Toník Holštajn und Emilka Holštajn, ein Bauernehepaar aus Mlodawa, versteckte von Anfang 1943 bis zur Befreiung im April 1944 auf ihrem Bauernhof die jüdischen Brüder Jakow Krup und Mordechai Krup, denen die Flucht aus dem Ghetto von Warkowicze gelungen war. | 1998 |
| Alois Holub              | 1916          | 25. Feb. 2011 | KZ Mauthausen                    | Alois Holub, ein Kunstschreinerei und Kommunist, der seit 1941 als politischer Häftling im KZ Mauthausen inhaftiert war, kümmerte sich von Anfang 1945 bis zur Befreiung im Frühjahr 1945 um den 16-jährigen jüdischen Jugendlichen Wolfgang Adler, der in einem schlechten Gesundheitszustand aus Birkenau ins KZ Mauthausen transportiert worden war. Holub gab Adler von seinem Brot und seiner Suppe ab und versorgte ihn mit Gerstenmüsli gegen seine schwere Darmerkrankung, was sein Überleben sicherte. | 1994 |
| Ladislav Holub           | 1913          | 2. Feb. 1980  | Dobrichov                        | Ladislav Holub, ein Eisenbahnmitarbeiter aus dem Dorf Dobřichov, und seine Frau Růžena Holub, versteckten von April 1944 bis Kriegsende in ihrem Haus die Jüdin Rosa Liebitzky. Liebitzky, die im jüdischen Krankenhaus in Prag gearbeitet hatte, hatte sich ihrer Deportation in das Ghetto Theresienstadt entzogen und seit März 1943 bei verschiedenen Tschechen versteckt, bevor sie bei den Holubs Unterschlupf und Hilfe fand. | 2000 |
| Jaroslav Homolka         | 18. Nov. 1921 |               | Nechanice                        | Matěj Homolka, ein Bauer und Steinmetz aus dem Dorf Nechanice, seine Frau Růžena Homolka und ihr Sohn Jaroslav Homolka versteckten von Mai 1942 bis zur Befreiung im Mai 1945 das jüdische Ehepaar František und Růžena Ehrmann. | 2001 |
| Matěj Homolka            | 1904          |               | Nechanice                        | Matěj Homolka, ein Bauer und Steinmetz aus dem Dorf Nechanice, seine Frau Růžena Homolka und ihr Sohn Jaroslav Homolka versteckten von Mai 1942 bis zur Befreiung im Mai 1945 das jüdische Ehepaar František und Růžena Ehrmann. | 2001 |
| Růžena Homolková         |               |               | Nechanice                        | Matěj Homolka, ein Bauer und Steinmetz aus dem Dorf Nechanice, seine Frau Růžena Homolka und ihr Sohn Jaroslav Homolka versteckten von Mai 1942 bis zur Befreiung im Mai 1945 das jüdische Ehepaar František und Růžena Ehrmann. | 2001 |
| Marie Honcík             | 11. Feb. 1921 |               | Glińsk Czeski                    | Vladimír Honcík und seine Frau Marie Honcíková aus dem Dorf Glinsk Czeski nahmen 1941 die Jüdin Sonia Samson auf und versteckten sie bis zur Befreiung des Gebiets durch die Russen. | 1995 |
| Vladimír Honcík          |               |               | Glińsk Czeski                    | Vladimír Honcík und seine Frau Marie Honcíková aus dem Dorf Glinsk Czeski nahmen 1941 die Jüdin Sonia Samson auf und versteckten sie bis zur Befreiung des Gebiets durch die Russen. | 1995 |
| Alice Horáková           | 1929          |               | Nemcice                          | Alice Horáková, eine Katholikin aus dem Dorf Nĕmčice, kümmerte sich um das dreijährige jüdische Mädchen Zdenka Sternbach, nachdem deren Mutter Rosa Sternbach und Betreuerin Helenĕ Vankatová ins KZ Theresienstadt deportiert worden waren. Horáková versteckte das Kind von Januar 1944 bis Mai 1945. | 2003 |
| Andrej Hrekov            | 19. Aug. 1906 | 1981          | Luck                             | Das tschechische Ehepaar Andrej Hrekov und Vĕra Hreková versteckte in ihrem Haus im polnischen Luck von Januar 1943 bis zur Befreiung im Februar 1944 ihre jüdischen Bekannten Adam Sawicki und Miriam Sawicki. Das Ehepaar Sawicki, ebenfalls aus Luck, hatte zuvor das Ghetto und ein Zwangsarbeitslager überlebt und war bei der Auflösung des Lagers geflohen und hatte bis zum Winter 1942 im Wald gelebt. | 1966 |
| Vĕra Hreková             | 12. Juni 1914 |               | Luck                             | Das tschechische Ehepaar Andrej Hrekov und Vĕra Hreková versteckte in ihrem Haus im polnischen Luck von Januar 1943 bis zur Befreiung im Februar 1944 ihre jüdischen Bekannten Adam Sawicki und Miriam Sawicki. Das Ehepaar Sawicki, ebenfalls aus Luck, hatte zuvor das Ghetto und ein Zwangsarbeitslager überlebt und war bei der Auflösung des Lagers geflohen und hatte bis zum Winter 1942 im Wald gelebt. | 1966 |
| Kryštof Jahn             |               |               | Postrekov                        | Krištof Jahn und seine Frau Ludmila Jahnová fanden die bewusstlose Jüdin Eva Lewit im Frühjahr 1945 auf einem Feld in der Nähe ihres Heimatortes Postrekov. Das Mädchen, das Anfang 1942 mit ihrer Mutter von Prag ins Ghetto Theresienstadt deportiert worden war, hatte danach das KZ Auschwitz, das KZ Groß-Rosen und Anfang 1945 einen Todesmarsch überlebt. Das Ehepaar Jahn versteckte und pflegte das Kind von Frühjahr 1945 bis Mai 1945 in ihrem Haus. | 1983 |
| Ludmila Jahnová          |               |               | Postrekov                        | Krištof Jahn und seine Frau Ludmila Jahnová fanden die bewusstlose Jüdin Eva Lewit im Frühjahr 1945 auf einem Feld in der Nähe ihres Heimatortes Postrekov. Das Mädchen, das Anfang 1942 mit ihrer Mutter von Prag ins Ghetto Theresienstadt deportiert worden war, hatte danach das KZ Auschwitz, das KZ Groß-Rosen und Anfang 1945 einen Todesmarsch überlebt. Das Ehepaar Jahn versteckte und pflegte das Kind von Frühjahr 1945 bis Mai 1945 in ihrem Haus. | 1983 |
| Premysl Jansa            | 1900          | 1949          | Valasske Mezirici                | Přemysl Jansa, ein Zahnarzt aus Valasske Mezirici, der mit einer jüdischen Frau verheiratet war, versteckte Anfang 1945 in seinem Haus für einige Tage Erich Kulka, dessen Sohn Otto Kulka und den polnischen Mithäftling Moniek, denen es gelungen war, auf einem Transport vom KZ Auschwitz ins KZ Mauthausen zu fliehen. | 2014 |
| Frantisek Jaros          | 24. März 1908 | 31. März 1980 | KZ Flossenbürg                   | Frantisek Jaroš rettete Jozef Kapel. | 2021 |
| Milena Jesenská          | 1896          | 17. Mai 1944  | Prag                             | Milena Jesenská, die ehemalige (Brief-)Freundin von Franz Kafka und Mitglied des antifaschistischen tschechoslowakischen Widerstands in Prag, organisierte die Flucht von jüdischen Mitbürgern sowie jüdischen und nichtjüdischen Emigranten aus der Tschechoslowakei, unter ihnen der jüdische, kommunistische Journalist Eugen Klinger. Sie stellte den Flüchtlingen ihre Wohnung als Zwischenstation zur Verfügung und versorgte sie mit Essen und falschen Papieren. Zusammen mit ihrem guten Freund Graf Joachim von Zedtwitz organisierte sie dann deren Flucht über die Grenze nach Polen. | 1994 |
| Anna Jirsová             | 1911          | 16. Juni 1986 | Košetice                         | Karel Jirsa und seine Frau Anna Jirsová aus Košetice versteckten in ihrem Haus Anfang 1945 die jüdischen Frauen Vĕra Kaufmanová und Anka Lenkavičová, denen die Flucht von einem Todesmarsch gelungen war. Für Lenkavičová organisierten sie ein Versteck im nächsten Dorf, Kaufmanová blieb acht Wochen – bis zur Befreiung – in ihrem Haus. | 1999 |
| Karel Jirsa              | 1909          |               | Košetice                         | Karel Jirsa und seine Frau Anna Jirsová aus Košetice versteckten in ihrem Haus Anfang 1945 die jüdischen Frauen Vĕra Kaufmanová und Anka Lenkavičová, denen die Flucht von einem Todesmarsch gelungen war. Für Lenkavičová organisierten sie ein Versteck im nächsten Dorf, Kaufmanová blieb acht Wochen – bis zur Befreiung – in ihrem Haus. | 1999 |
| Václav Juran             |               |               | Vsetin                           | Václav Juráň versteckte Anfang 1945 in seinem Haus seinen jüdischen Freund Erich Kulka, dessen Sohn Otto Kulka und den polnischen Mithäftling Moniek, denen es gelungen war, auf einem Transport vom KZ Auschwitz ins KZ Mauthausen zu fliehen. Juráň fand nach einer Woche ein anderes Versteck für Erich Kulka und Moniek im Landhaus von Karel Frýdl und beherbergte ab dieser Zeit für zwei weitere Monate Otto Kulka. | 1983 |
| Antonin Kalina           | 17. Feb. 1902 | 26. Nov. 1990 | KZ Buchenwald                    | Antonin Kalina, ein tschechischer Kommunist, der seit Ende 1939 im KZ Buchenwald inhaftiert war, dort dem kommunistischen Untergrund angehörte und im Dezember 1944 Blockältester der Baracke 66 wurde, war maßgeblich an der Rettung mehrerer hundert jüdischer Kinder und Jugendlicher beteiligt, die mit den Todesmärschen aus anderen Konzentrationslagern in Buchenwald angekommen waren. Kalina begann mit Hilfe des Untergrunds, Jugendliche und Kinder aus dem ganzen Lager in Baracke 66 zu sammeln. Er nutzte seine Position und seine Kontakte, um die Bedingungen für seine Schützlinge zu verbessern, zusätzliche Lebensmittel für sie zu beschaffen, den Appell in der Baracke und nicht in der eisigen Kälte draußen abzuhalten und sie generell vor den vielen Gefahren des Lageralltags zu schützen. Mehreren seiner Schützlinge trug er auf, das gelbe Dreieck von ihren Häftlingsuniformen zu entfernen, damit sie nicht als Juden erkannt werden. Die Verlegung seiner Schützlinge in andere Baracken verhinderte er, indem er ein Schild „Gefahr. Typhus“ an die Barackentür hängte. Bei anderer Gelegenheit versicherte er den SS-Männern, dass bereits alle Juden aus der Baracke entfernt worden seien. Als am 10. April 1945 der Befehl erging, den Block 66 zu evakuieren und alle Juden auf dem zentralen Platz des Lagers zu versammeln, aber alliierte Flugzeuge bereits das Konzentrationslager überflogen, reagierte Kalina geistesgegenwärtig und befahl seinen Schützlingen, zurück in die Baracke zu laufen und dort zu bleiben. Das Lager wurde am folgenden Tag befreit und das Leben von etwa 900 Jugendlichen in Block 66 gerettet. | 2012 |
| Anna Karásková           | 26. Juli 1906 | 10. Juli 1989 | Křečov                           | Josef Karásek und Anna Karásková, ein Bauernehepaar aus Křečov im Bezirk Kralovice, versteckte am Ende des Zweiten Weltkriegs 22 Tage lang bis zur Befreiung zwei jugendliche jüdische Lagerinsassen, die einem Todesmarsch entkommen waren. | 2004 |
| Josef Karásek            | 18. Nov. 1902 | 8. Mai 1982   | Křečov                           | Josef Karásek und Anna Karásková, ein Bauernehepaar aus Křečov im Bezirk Kralovice, versteckte am Ende des Zweiten Weltkriegs 22 Tage lang bis zur Befreiung zwei jugendliche jüdische Lagerinsassen, die einem Todesmarsch entkommen waren. | 2004 |
| Josef Kašpar             |               | 1950          | Molodow                          | Josef Kašpar und seine Frau Libuše Kašparová aus dem Dorf Molodow versteckten von Ende 1942 bis zur Befreiung des Gebiets im März 1944 das jüdische Ehepaar Rosa Gon und Shlomo Gon, ab Ende 1943 zusätzlich zwei junge jüdische Männer. | 1995 |
| Libuše Kašparová         | 5. Nov. 1910  |               | Molodow                          | Josef Kašpar und seine Frau Libuše Kašparová aus dem Dorf Molodow versteckten von Ende 1942 bis zur Befreiung des Gebiets im März 1944 das jüdische Ehepaar Rosa Gon und Shlomo Gon, ab Ende 1943 zusätzlich zwei junge jüdische Männer. | 1995 |
| Josef Kolman             |               |               | Zahrádky                         | Adolf Brchaň, ein Polizist aus dem Dorf Zahrádky, seine Frau Anna Brchaň, ihre Tochter Milada Kolman und ihr Schwiegersohn Josef Kolman versteckten in ihrem Haus von 1943 bis Kriegsende den jüdischen Doktor der Rechtswissenschaften Josef Krautman. Dr. Krautman war Mitglied der tschechischen Untergrundgruppe von Dr. Klouda, die 1942 nach der Ermordung von Reinhard Heydrich, dem Gouverneur des Protektorats Böhmen und Mähren, enttarnt worden war und deren Mitglieder größtenteils verhaftet und hingerichtet worden waren. Dr. Krautman entkam jedoch und es gelang ihm – obwohl er mit Haftbefehl gesucht wurde und eine hohe Belohnung auf ihn ausgesetzt war – nach längerem Umherirren das Haus der Familie Brchaň/Kolman in Zahrádky zu erreichen, das ihm als Unterschlupf von Adolf Brchaňs Bruder, Josef Brchaň, genannt worden war. | 2003 |
| Milada Kolman            |               |               | Zahrádky                         | Adolf Brchaň, ein Polizist aus dem Dorf Zahrádky, seine Frau Anna Brchaň, ihre Tochter Milada Kolman und ihr Schwiegersohn Josef Kolman versteckten in ihrem Haus von 1943 bis Kriegsende den jüdischen Doktor der Rechtswissenschaften Josef Krautman. Dr. Krautman war Mitglied der tschechischen Untergrundgruppe von Dr. Klouda, die 1942 nach der Ermordung von Reinhard Heydrich, dem Gouverneur des Protektorats Böhmen und Mähren, enttarnt worden war und deren Mitglieder größtenteils verhaftet und hingerichtet worden waren. Dr. Krautman entkam jedoch und es gelang ihm – obwohl er mit Haftbefehl gesucht wurde und eine hohe Belohnung auf ihn ausgesetzt war – nach längerem Umherirren das Haus der Familie Brchaň/Kolman in Zahrádky zu erreichen, das ihm als Unterschlupf von Adolf Brchaňs Bruder, Josef Brchaň, genannt worden war. | 2003 |
| Anna Koptova             |               | 1960          | Luck                             | Anna Koptova versteckte Adam Sawicki und Miriam Sawicki. | 2019 |
| Karel Kosvanec           | 13. Feb. 1901 | 28. Apr. 1950 | Nové Kopisty                     | Karel Kosvanec versorgte Ada Loebl, Walter Loebl und Eva Roubíčková mit Grundnahrungsmitteln. | 2013 |
| Marie Kovářová           |               |               | Novosilky                        | Vojtěch Kovář und seine Frau Marie Kovářová, ein christliches Bauernehepaar tschechischer Herkunft mit sechs Kindern, das im Dorf Novosilky (heute Ukraine) lebte, versteckte das jüdische Mädchen Anna Dub. Die Eltern des Mädchens, der Zahntechniker Rehor Dub und seine Frau, die Zahnärztin Klara Dub, waren zuvor im Juli von den Nazis im Ghetto von Równe ermordet worden. | 2000 |
| Vojtěch Kovář            |               |               | Novosilky                        | Vojtěch Kovář und seine Frau Marie Kovářová, ein christliches Bauernehepaar tschechischer Herkunft mit sechs Kindern, das im Dorf Novosilky (heute Ukraine) lebte, versteckte das jüdische Mädchen Anna Dub. Die Eltern des Mädchens, der Zahntechniker Rehor Dub und seine Frau, die Zahnärztin Klara Dub, waren zuvor im Juli von den Nazis im Ghetto von Równe ermordet worden. | 2000 |
| František Kozák          |               |               | Luck                             | František Kozák, ein tschechischstämmiger Bauer, der im polnischen Luck lebte, versteckte ab Februar 1943 in seinem Haus die Juden Asher Goldenberg, Emil Albirt und seine Schwester Sonia Albirt. Die Drei hatten aus einem nahegelegenen Arbeitslager fliehen können. Im Spätsommer 1943 verließen Emil und Sonia Albirt das Versteck bei den Kozáks, dafür kam der Jude Ishayahu Kluger, der zuvor in einem anderen Versteck in der Stadt gelebt hatte. | 1978 |
| Božena Kubalová          |               |               | Třeboň                           | Karel Kubal und seine Frau Božena Kubalová aus Třeboň versteckten im April 1945 die jüdischen Frauen Marie Schwartzová und Herta Freund und verschafften ihnen bis Kriegsende ein Versteck bei Hedvika Kaprálová. Schwartzová und Freund war zuvor die Flucht von einem Zugtransport vom Lager Freiberg ins KZ Mauthausen gelungen. | 1996 |
| Karel Kubal              |               |               | Třeboň                           | Karel Kubal und seine Frau Božena Kubalová aus Třeboň versteckten im April 1945 die jüdischen Frauen Marie Schwartzová und Herta Freund und verschafften ihnen bis Kriegsende ein Versteck bei Hedvika Kaprálová. Schwartzová und Freund war zuvor die Flucht von einem Zugtransport vom Lager Freiberg ins KZ Mauthausen gelungen. | 1996 |
| Josef Kuňášek            |               | 1989          | Libánovka                        | Josef Kunášek und seine Frau Růžena Kunášková aus der Nähe von Libánovka versteckten von Herbst 1943 bis Januar 1944 den damals 14-jährigen Juden Simcha Tzantzer, der das jüdische Ghetto in Luck im Bezirk Wolhynien und ein Arbeitslager überlebt hatte sowie eine Zeit lang im Wald gelebt hatte. | 1995 |
| Rosanna Kuňášková        |               |               | Libánovka                        | Josef Kunášek und seine Frau Růžena Kunášková aus der Nähe von Libánovka versteckten von Herbst 1943 bis Januar 1944 den damals 14-jährigen Juden Simcha Tzantzer, der das jüdische Ghetto in Luck im Bezirk Wolhynien und ein Arbeitslager überlebt hatte sowie eine Zeit lang im Wald gelebt hatte. | 1995 |
| Anna Kytlicová           | 18. Nov. 1903 | 1957          | Zamberk                          | Das Ehepaar František Kytlic und Anna Kytlicová und ihr Sohn Jaroslav Kytlic, eine Bauernfamilie mit einer abgelegenen Hütte am Waldrand bei Žamberk-Knĕžství, versteckten von Dezember 1942 bis Kriegsende den 22-jährigen Juden Jan Hostovský. Hostovský hatte sich zuvor im Wald versteckt, um der Deportation ins Ghetto Theresienstadt zu entgehen. | 2001 |
| František Kytlic         | 11. Juli 1902 | 1973          | Zamberk                          | Das Ehepaar František Kytlic und Anna Kytlicová und ihr Sohn Jaroslav Kytlic, eine Bauernfamilie mit einer abgelegenen Hütte am Waldrand bei Žamberk-Knĕžství, versteckten von Dezember 1942 bis Kriegsende den 22-jährigen Juden Jan Hostovský. Hostovský hatte sich zuvor im Wald versteckt, um der Deportation ins Ghetto Theresienstadt zu entgehen. | 2001 |
| Jaroslav Kytlic          | 23. Jan. 1930 | 1973          | Zamberk                          | Das Ehepaar František Kytlic und Anna Kytlicová und ihr Sohn Jaroslav Kytlic, eine Bauernfamilie mit einer abgelegenen Hütte am Waldrand bei Žamberk-Knĕžství, versteckten von Dezember 1942 bis Kriegsende den 22-jährigen Juden Jan Hostovský. Hostovský hatte sich zuvor im Wald versteckt, um der Deportation ins Ghetto Theresienstadt zu entgehen. | 2001 |
| Anna Lesáková            |               | 19. März 1958 | Noviny                           | Die Bäuerin Anna Lesáková und ihr kleiner Sohn Antonin Lesáková versteckten von Oktober 1942 bis zur Befreiung durch die Rote Armee im April 1944 in einer Scheune auf ihrem Bauernhof in Nowiny Czeskie die 20-jährige Jüdin Sonia Pichniuk und ihre jüngere Schwester Mania Pichniuk. Die beiden Frauen hatten im Oktober 1942 das Massaker an den Juden im Dorf Mlynow im Kreis Dubno im Bezirk Wolhynien überlebt, wo sie nackt und blutüberströmt zwischen den Toten lagen und hatten im nahegelegenen Dorf Nowiny Czeskie bei Anna Lesáková Schutz gesucht und gefunden. | 1996 |
| Anna Makovská            |               |               | Ghetto Theresienstadt            | František Makovský, ein Polizist und tschechischer Patriot, wurde ab 1942 als leitender Gendarm in das Ghetto Theresienstadt versetzt. Hier gelang es ihm belastende Dokumente zu entsorgen und so die harte Bestrafung einiger jüdischer Deportierter durch die SS zu verhindern. Für einige der Häftlinge erreichte er, dass sie nicht ins KZ Auschwitz transportiert wurden. Auch als Vermittler zwischen den Häftlingen und ihren Familien wurde Makovský tätig und seine Frau Anna Makovská betätigte sich als Hauptkurierin. Františeks Frau Anna kaufte ab September 1942 Lebensmittel auf dem Schwarzmarkt und schickte sie ins Ghetto, angeblich an ihren Mann, und František Makovský verteilte sie an die Deportierten. Aufgrund der hohen Anzahl an Lebensmittelpaketen, die Makovský erhielt und verteilte, wurde er am 15. September 1943 verhaftet, durch die Gestapo verhört, inhaftiert und in die Kleine Festung in Theresienstadt verlegt, wo er bis 1945 interniert war. | 1996 |
| František Makovský       | 7. Feb. 1897  | 12. Juli 1974 | Ghetto Theresienstadt            | František Makovský, ein Polizist und tschechischer Patriot, wurde ab 1942 als leitender Gendarm in das Ghetto Theresienstadt versetzt. Hier gelang es ihm belastende Dokumente zu entsorgen und so die harte Bestrafung einiger jüdischer Deportierter durch die SS zu verhindern. Für einige der Häftlinge erreichte er, dass sie nicht ins KZ Auschwitz transportiert wurden. Auch als Vermittler zwischen den Häftlingen und ihren Familien wurde Makovský tätig und seine Frau Anna Makovská betätigte sich als Hauptkurierin. Františeks Frau Anna kaufte ab September 1942 Lebensmittel auf dem Schwarzmarkt und schickte sie ins Ghetto, angeblich an ihren Mann, und František Makovský verteilte sie an die Deportierten. Aufgrund der hohen Anzahl an Lebensmittelpaketen, die Makovský erhielt und verteilte, wurde er am 15. September 1943 verhaftet, durch die Gestapo verhört, inhaftiert und in die Kleine Festung in Theresienstadt verlegt, wo er bis 1945 interniert war. | 1996 |
| Eva Málková              | 15. Apr. 1922 |               | Prag                             | Hanna Málková und ihre Tochter Eva Málková versteckten in ihrer Wohnung in Prag von Juli 1943 bis Mai 1945 die Jüdinnen Heda Kaufmann und ihre Schwägerin Irma Kaufmann. Ab April 1945 zusätzlich die 25-jährige Hana Weissberger und ihre Schwester Lucie Weissberger, die einem Todesmarsch entkommen waren. | 1999 |
| Hanna Málková            | 11. Dez. 1892 | 1. Juli 1976  | Prag                             | Hanna Málková und ihre Tochter Eva Málková versteckten in ihrer Wohnung in Prag von Juli 1943 bis Mai 1945 die Jüdinnen Heda Kaufmann und ihre Schwägerin Irma Kaufmann. Ab April 1945 zusätzlich die 25-jährige Hana Weissberger und ihre Schwester Lucie Weissberger, die einem Todesmarsch entkommen waren. | 1999 |
| Ladislav Mráček          | 8. Feb. 1923  |               | Lhota Svata Anna                 | Ladislav Mráček aus Lhota Svata Anna versteckte von Anfang 1945 bis Kriegsende seinen jüdischen Freund Peter Engelman, der zuvor in einem Buchenwald-Außenlager in Taucha bei Leipzig war und dem, während eines Zugtransportes nach Böhmen, die Flucht gelungen war. Die beiden Freunde halfen Ende des Krieges ehemaligen Kriegsgefangenen, die sich im Wald in der Nähe von Lhota versteckt hielten. | 1999 |
| Otakar Nesvadba          | 8. Apr. 1901  | 26. Apr. 1947 | KZ Mauthausen                    | Otakar Nesvadba, ein Grundschullehrer aus dem mährischen Dorf Strelna war als Mitglied des demokratischen Untergrunds 1942 ins Konzentrationslager Mauthausen deportiert worden. Er kümmerte sich ab Ende 1944 um den jüdischen Mithäftling Tomáš Loewenbach, der das Ghetto Theresienstadt, das KZ Auschwitz und den Todesmarsch von Auschwitz ins KZ Mauthausen überlebt hatte, aber an Brandwunden erkrankt und am Rande des Todes war. Er versorgte ihn mit Wasser und Lebensmitteln, beschaffte medizinische Hilfe und verhinderte seine Ermordung durch die SS. Nach der Befreiung veranlasste er die Verlegung von Tomáš Loewenbach in ein Krankenhaus in der Tschechoslowakei, und nur dank ihm überlebte der 19-Jährige. | 2002 |
| Vojtěch Adalbert Novák   |               |               | Prag                             | Vojtěch Novák, ein Angestellter in einer Versicherungsgesellschaft in Prag, stellte seinem jüdischen Freund Jan Korach seine persönlichen Dokumente zur Verfügung, die es ihm ermöglichten, einen neuen Personalausweis mit seinem Bild zu erhalten. So konnte Korach von 1941 bis 1943 legal in Prag leben und arbeiten. | 1989 |
| Marie Oherová            |               |               | Tršice                           | Marie Oherová und Oldřich Ohera versteckten von 1943 bis zum Frühjahr 1945 in ihrem Haus die vierköpfige jüdische Familie Wolf, die sich der Deportation ins Ghetto Theresienstadt entzogen hatte. | 2000 |
| Oldřich Ohera            | 5. Jan. 1908  | 21. Apr. 1945 | Tršice                           | Marie Oherová und Oldřich Ohera versteckten von 1943 bis zum Frühjahr 1945 in ihrem Haus die vierköpfige jüdische Familie Wolf, die sich der Deportation ins Ghetto Theresienstadt entzogen hatte. | 2000 |
| Anna Opatová             |               |               | České Doubravice                 | František Opat aus České Doubravice, seine Frau Anna Opatová und ihre Töchter Marie Koubová-Opatová und Barbora Pitlíková-Opatová, versteckten von April 1945 bis Kriegsende in ihrem Haus den 16-jährigen jüdischen Jugendlichen Dov Shapira, dem beim Todesmarsch vom Außenlager des KZ Buchenwald in Berga nach Tschechien die Flucht gelungen war. | 1992 |
| Barbora Opatová          |               |               | České Doubravice                 | František Opat aus České Doubravice, seine Frau Anna Opatová und ihre Töchter Marie Koubová-Opatová und Barbora Pitlíková-Opatová, versteckten von April 1945 bis Kriegsende in ihrem Haus den 16-jährigen jüdischen Jugendlichen Dov Shapira, dem beim Todesmarsch vom Außenlager des KZ Buchenwald in Berga nach Tschechien die Flucht gelungen war. | 1992 |
| František Opat           |               |               | České Doubravice                 | František Opat aus České Doubravice, seine Frau Anna Opatová und ihre Töchter Marie Koubová-Opatová und Barbora Pitlíková-Opatová, versteckten von April 1945 bis Kriegsende in ihrem Haus den 16-jährigen jüdischen Jugendlichen Dov Shapira, dem beim Todesmarsch vom Außenlager des KZ Buchenwald in Berga nach Tschechien die Flucht gelungen war. | 1992 |
| Marie Opatová            |               |               | České Doubravice                 | František Opat aus České Doubravice, seine Frau Anna Opatová und ihre Töchter Marie Koubová-Opatová und Barbora Pitlíková-Opatová, versteckten von April 1945 bis Kriegsende in ihrem Haus den 16-jährigen jüdischen Jugendlichen Dov Shapira, dem beim Todesmarsch vom Außenlager des KZ Buchenwald in Berga nach Tschechien die Flucht gelungen war. | 1992 |
| Jan Pašek                | 12. März 1906 | 27. März 1983 | Prag                             | Jan Pašek und seine Frau Marie Pašková aus Prag versteckten 1945 vier Monate lang das im April 1944 geborene jüdische Kleinkind Jana Havlová, die Tochter der Jüdin Marie Havlová und des nichtjüdischen Miroslav Havel. Marie Havlová und ihre Tochter hatten Anfang Januar 1945 einen Deportationsbefehl nach Theresienstadt erhalten. Das Ehepaar Havlov beschloss, sich dem Deportationsbefehl zu widersetzen und sich zu verstecken. Ihre neugeborene Tochter gelangte mit Hilfe ihres Freundes und Leiters des Prager Waisenhauses, Přemysl Pitter, als vermeintliches Findelkind in die Obhut des Ehepaares Pašek. | 1999 |
| Maria Pašková            |               |               | Prag                             | Jan Pašek und seine Frau Marie Pašková aus Prag versteckten 1945 vier Monate lang das im April 1944 geborene jüdische Kleinkind Jana Havlová, die Tochter der Jüdin Marie Havlová und des nichtjüdischen Miroslav Havel. Marie Havlová und ihre Tochter hatten Anfang Januar 1945 einen Deportationsbefehl nach Theresienstadt erhalten. Das Ehepaar Havlov beschloss, sich dem Deportationsbefehl zu widersetzen und sich zu verstecken. Ihre neugeborene Tochter gelangte mit Hilfe ihres Freundes und Leiters des Prager Waisenhauses, Přemysl Pitter, als vermeintliches Findelkind in die Obhut des Ehepaares Pašek. | 1999 |
| Miloslav Pažout          | 30. Jan. 1921 |               | Prag                             | Miloslav Pažout, ein Student aus Prag, beschaffte 1942 auf Bitten seines Freundes Miloš Hájek, einem Aktivisten einer Prager Untergrundorganisation, Blanko-Ausweisdokumente und Blanko-Taufurkunden. Die Dokumente wurden genutzt, um falsche Ausweispapiere für ihre jüdischen Freunde Arnošt Neumann, Avri Zdenĕk Grünberger Vanĕk, Ernest Kruh und Heda Tuerková, die in der Hashomer Hatzair organisiert waren, zusammenzustellen. Die Vier konnten damit unter falschen arischen Identitäten leben und entgingen der Deportation ins Ghetto Theresienstadt. Miloslav Pažout wurde gefasst und zur Zwangsarbeit nach Leipzig gebracht. Er konnte im Februar 1944 fliehen, kehrte nach Prag zurück, nahm Kontakt zur Untergrundorganisation "Přehledy" auf und setzte seine Tätigkeit fort. | 1997 |
| Přemysl Pitter           | 1895          | 1976          | Prag                             | Přemysl Pitter, ein tschechischer Pädagoge und evangelischer Prediger aus Prag, der nach dem Ersten Weltkrieg in Prag ein Waisenhaus, das „Milíč-Haus“, gegründet hatte, unterstützte nach der Besetzung der Tschechoslowakei durch das nationalsozialistische Deutschland zahlreiche jüdischen Verfolgte mit Geld, Nahrungsmitteln oder der Weiterleitung von Neuigkeiten. Das jüdische Kinderwaisenhaus versorgte er mit Milch und schickte Lebensmittelpakete an Freunde im Konzentrationslager. Er organisierte Verstecke für jüdische und gemischte Ehepaare, die deportiert werden sollten und versteckte einige von ihnen oder ihre Kinder in seinem Waisenhaus. Unterstützt wurde er in dieser Zeit bei seinem Engagement von Olga Fierz, einer in Prag lebenden Schweizerin. Nach Kriegsende setzte er als Mitglied des Nationalkomitees sein Engagement fort und verlegte überlebende jüdische Kinder aus Theresienstadt in verschiedene Kurorte im ganzen Land, kümmerte sich um ihre Gesundheit, Bildung und Ernährung und fand Eltern, die die Waisenkinder adoptierten. | 1964 |
| Františka Prvá           |               | 1965          | Čop                              | Františka Prvá aus Moravská Ostrava, die als Gouvernante für die jüdische Familie Schoenberg in der Stadt Čop in Ungarn arbeitete, begleitete im März 1944, als die Deutschen in Ungarn einmarschierten, die Töchter des Ehepaars, Renata Schoenberg (geb. 1937) und Sylvia Schoenberg (geb. 1938) in ein Versteck bei der Familie Gal, nichtjüdischen Geschäftspartners der Schönbergs im Dorf Lajosmizse, südlich von Budapest. Prvá betreute die beiden Mädchen bis zum Ende des Krieges. | 1992 |
| Josef Říha               |               | 1966          | Dubno und Mirohoszcza Czeska     | Josef Říha aus dem Dorf Mirohoszca in Polen versorgte die jüdische Familie Stiebel im Ghetto von Dubno mit Lebensmitteln und versteckte später auf seinem Bauernhof das jüdische Ehepaar Simcha und Genia Stiebel. Zwei weitere jüdische Ehepaare – die Wobeks und die Feuerteins – versorgte er mit Essen und baute für sie ein Versteck unter der Bühne des örtlichen Gemeindezentrums. | 1966 |
| Josefa Schowánková       |               |               | Lom                              | Vlasta Weinerová aus Lom, in der Nähe der böhmischen Stadt Most, versteckte im März 1945 in ihrem Haus die Jüdin Ester Loewensohn. Loewensohn, die Auschwitz und Bergen-Belsen überlebt hatte und zuletzt in einer Munitionsfabrik in Duderstadt gearbeitet hatte, war es in Lom gelungen von ihrem Transport nach Theresienstadt zu fliehen. Vlasta Weinerová organisierte für Loewensohn später ein weiteres Versteck bei ihrer Freundin Josefa Schovánková, wo sie bis Kriegsende bleiben konnte. | 1990 |
| Jiri Seydler             | 1919          |               | Prag                             | Antonin Dvořák, Jiří Seydler und Stanislav Zvoniček, Mitglieder einer Prager Untergrundorganisation, versteckten von April bis Mai 1944 den jüdischen Studenten Karel Koerper, der 1942 mit seiner Familie ins Ghetto Theresienstadt deportiert worden war und von dort fliehen konnte. | 2001 |
| Maria Sirc               |               |               | Młynów, Dubno                    | Maria Sirc und Vaclav Sirc versteckten Rachel Rabinowicz. | 2017 |
| Vaclav Sirc              |               |               | Młynów, Dubno                    | Maria Sirc und Vaclav Sirc versteckten Rachel Rabinowicz. | 2017 |
| Růžena Šmídová           |               |               | Řevnice                          | Růžena Šmídová und ihr Adoptivsohn Bohdan Bohun aus dem Dorf Řevnice bei Prag, versteckten ab April 1943 in ihrem Haus die vier Juden Dora Batz und Honza Neumann, die aus dem Ghetto Izbica in Lublin geflohen waren, sowie Max Neumann und Thea Kimlová. Nach vier Monaten wurden die Flüchtigen und ihre Retter von der Gestapo verhaftet, zunächst ins Gefängnis in Kladno und später in die Kleine Festung in Theresienstadt überstellt. Alle überlebten den Krieg. | 1997 |
| Jiřina Sobotková         |               |               | Prag                             | Jiřina Sobotková aus Prag versorgte im April 1945 die drei polnischen Juden Abraham Harshalom, David Moshkovitz und David Bolek mit Lebensmitteln und organisierte bis Kriegsende für sie ein Versteck bei Freunden. Die drei Polen waren zuvor in mehreren Konzentrationslagern gewesen und ihnen war in Prag die Flucht von einem Transport aus dem KZ Buchenwald gelungen. | 1963 |
| Jana Sudová              |               | 1993          | Bohumin                          | Jana Sudová, eine alleinerziehende Katholikin mit einer dreijährigen Tochter aus Bohumin, versteckte im Januar 1945 für sechs Wochen auf ihrem Dachboden vier jüdische Insassen des Konzentrationslagers Auschwitz, darunter Jakob Silberstein, denen auf dem Todesmarsch von Auschwitz nach Böhmen und Mähren die Flucht gelungen war. | 2006 |
| Josef Taver              |               |               | Kout na Šumavě                   | Josef Taver, ein Ingenieur und Sägewerksbesitzer aus Kout na Šumavě, versteckte und versorgte Ende April 1945 die jüdischen Frauen Miriam Klara Steiner und ihre Mutter, die Schwestern Margit Schwartz, Magda Schwartz und Irma Schwartz sowie zwei weitere Mädchen, zusammen mit weiteren Menschen verschiedener Nationalitäten, höchstwahrscheinlich entkommene Kriegsgefangene. Die Frauen waren Anfang April 1945 zusammen mit 400 weiteren jüdischen Zwangsarbeiterinnen eines Arbeitslagers in Coburg-Neustadt unter deutscher Bewachung in Richtung der tschechischen Grenze getrieben worden und ihre deutschen Bewacher hatten sich dort aus dem Staub gemacht. Die Frauen teilten sich in kleine Gruppen auf und suchten Schutz in den umliegenden Dörfern. Die Gruppe um Miriam Klara Steiner kam nach Kout na Šumavě und wurde hier von Dorfbewohnerinnen an Josef Taver verwiesen. Nach Kriegsende organisierte Taver einen Lastwagen, der seine Schützlinge in ein Lager des Roten Kreuzes in Prag brachte, und er versorgte sie mit Lebensmitteln. | 1992 |
| Ludmila Tichá            | 11. Juli 1911 |               | Tršice                           | Ludmila Tichá, eine Zahnärztin aus dem mährischen Dorf Tršice, versorgte die vierköpfige jüdische Familie Wolf, die sich der Deportation ins Ghetto Theresienstadt entzogen hatte, ab 1943 in ihren Verstecken mit Lebensmitteln, Büchern und Zigaretten. Als deutsche Soldaten ins Dorf kamen, brachte Tichá die Familie zu Oldřich und Marie Ohera in einem Nachbardorf, wo sie bis Kriegsende bleiben konnte. | 2000 |
| Anna Tkadlečková         |               |               | Zlin                             | Jan Tkadleček, seine Frau Anna Tkadlečková und ihr Sohn Bohumil Tkadleček aus Zlin versteckten 1945 Erich Kulka und seinen 12-jährigen Sohn Otto Kulka auf dem Dachboden ihrer Holzfabrik und beschafften für Erich Kulka falsche Ausweispapiere. Die beiden Juden gehörten zu den Häftlingen des KZ Auschwitz, die im Januar 1945 in einem überfüllten Zug nach Mauthausen transportiert wurden. In der Nacht vom 24. auf den 25. Januar 1945 gelang ihnen – zusammen mit den polnischen Mithäftling Moniek – die Flucht und sie konnten sich zunächst bei Dr. Přemysl Jansa in Moravská Ostrava, später bei Václav Juráň in Vsetín verstecken, bevor die Familie Tkadleček sie bis Kriegsende aufnahm. | 1969 |
| Bohumil Tkadleček        |               |               | Zlin                             | Jan Tkadleček, seine Frau Anna Tkadlečková und ihr Sohn Bohumil Tkadleček aus Zlin versteckten 1945 Erich Kulka und seinen 12-jährigen Sohn Otto Kulka auf dem Dachboden ihrer Holzfabrik und beschafften für Erich Kulka falsche Ausweispapiere. Die beiden Juden gehörten zu den Häftlingen des KZ Auschwitz, die im Januar 1945 in einem überfüllten Zug nach Mauthausen transportiert wurden. In der Nacht vom 24. auf den 25. Januar 1945 gelang ihnen – zusammen mit den polnischen Mithäftling Moniek – die Flucht und sie konnten sich zunächst bei Dr. Přemysl Jansa in Moravská Ostrava, später bei Václav Juráň in Vsetín verstecken, bevor die Familie Tkadleček sie bis Kriegsende aufnahm. | 1969 |
| Jan Tkadleček            |               |               | Zlin                             | Jan Tkadleček, seine Frau Anna Tkadlečková und ihr Sohn Bohumil Tkadleček aus Zlin versteckten 1945 Erich Kulka und seinen 12-jährigen Sohn Otto Kulka auf dem Dachboden ihrer Holzfabrik und beschafften für Erich Kulka falsche Ausweispapiere. Die beiden Juden gehörten zu den Häftlingen des KZ Auschwitz, die im Januar 1945 in einem überfüllten Zug nach Mauthausen transportiert wurden. In der Nacht vom 24. auf den 25. Januar 1945 gelang ihnen – zusammen mit den polnischen Mithäftling Moniek – die Flucht und sie konnten sich zunächst bei Dr. Přemysl Jansa in Moravská Ostrava, später bei Václav Juráň in Vsetín verstecken, bevor die Familie Tkadleček sie bis Kriegsende aufnahm. | 1969 |
| Frantiska Tojsl          | 1918          |               | Jevisovice                       | Frantiska und Karel Tojsl versteckten Jan Markus. | 2021 |
| Karel Tojsl              | 1912          |               | Jevisovice                       | Frantiska und Karel Tojsl versteckten Jan Markus. | 2021 |
| Alexander Tomíček        | 31. Mai 1895  | 1959          | Knienicze                        | Alexander Tomíček, ein Bauer aus Knienicze, und seine Tochter Anna Butová kümmerten sich von 1941 bis zur Befreiung von Knienicze durch die Rote Armee um Zvi Goldgamer, einen Juden aus Suwalki. Goldgamer, der 1939 über die tschechische Grenze nach Luck geflohen war, 1941 im Ghetto von Luck konzentriert und einer Gruppe von Straßenarbeitern außerhalb des Ghettos zugeteilt worden war, lernte in Knienicze Alexander Tomíček kennen, konnte auf dessen Bauernhof arbeiten und wurde von diesem nach der Auflösung des Ghettos bis 1944 in seinem Haus und später in einem nahegelegenen polnischen Dorf versteckt. | 1997 |
| Zdeněk Urbánek           | 12. Okt. 1917 | 12. Juli 2008 | Prag und Ghetto Theresienstadt   | Der Schriftsteller und Publizist Zdenék Urbánek aus Prag veranlasste während der deutschen Besatzung, dass Lebensmittelpakete ins Ghetto Theresienstadt geliefert wurden, versteckte 1942 in seinem Haus für mehrere Wochen ein jüdisches Ehepaar mit ihrer kleinen Tochter und 1945 die Jüdin Anita Přemslerová, eine Überlebenden von Theresienstadt und Auschwitz, der mit einer Gruppe Frauen die Flucht aus einem Zwangsarbeitslager gelungen war. | 1992 |
| František Veceřa         | 10. Aug. 1911 |               | Stepanov nad Svratkou            | František Večeřa, ein Drucker aus Stepanov nad Svratkou und seine Frau Františka Večeřa versteckten 1944 acht Monate lang das vierjährige jüdische Mädchen Věra Špottová, dessen Vater, Bohumil Rubik, im tschechischen Anti-Nazi-Widerstand aktiv gewesen war und im Dezember 1941 in einem Lager umkam und dessen jüdische Mutter, Eugenia Braunstein, 1944 ins jüdische Ghetto Theresienstadt deportiert wurde und überlebte. | 2006 |
| Františka Večerová       | 15. Mai 1911  |               | Stepanov nad Svratkou            | František Večeřa, ein Drucker aus Stepanov nad Svratkou und seine Frau Františka Večeřa versteckten 1944 acht Monate lang das vierjährige jüdische Mädchen Věra Špottová, dessen Vater, Bohumil Rubik, im tschechischen Anti-Nazi-Widerstand aktiv gewesen war und im Dezember 1941 in einem Lager umkam und dessen jüdische Mutter, Eugenia Braunstein, 1944 ins jüdische Ghetto Theresienstadt deportiert wurde und überlebte. | 2006 |
| Dr. Vladimír Vochoč      | 1894          | 4. Jan. 1985  | Marseille                        | Dr. Vladimir Vochoč, der 1938 Konsul der Tschechoslowakei in Marseille war, kehrte im Juli 1940 in das aufgegebene Konsulat in Marseille zurück. Er stellte in den Jahren 1940 und 1941 für viele Flüchtlinge, die in Südfrankreich gestrandet waren und verzweifelt versuchten, das Land zu verlassen, Pässe aus, die im Tresor des Konsulates lagerten. Unter den Flüchtlingen waren viele Juden, die aus Deutschland geflohen waren und Papiere brauchten, um Ausreisegenehmigungen und Visa zu erhalten. | 2016 |
| Evzenie Vroblová         | 1928          | 2006          | Ozeryany                         | Evzenie Vroblová und ihre Eltern Olga und Bohuslav Capek versteckten in Ozeryany fünf jüdische Mitbürger. | 2021 |
| Vlasta Weinerová         | 9. Feb. 1919  |               | Lom                              | Vlasta Weinerová aus Lom, in der Nähe der böhmischen Stadt Most, versteckte im März 1945 in ihrem Haus die Jüdin Ester Loewensohn. Loewensohn, die Auschwitz und Bergen-Belsen überlebt hatte und zuletzt in einer Munitionsfabrik in Duderstadt gearbeitet hatte, war es in Lom gelungen von ihrem Transport nach Theresienstadt zu fliehen. Vlasta Weinerová organisierte für Loewensohn später ein weiteres Versteck bei ihrer Freundin Josefa Schovánková, wo sie bis Kriegsende bleiben konnte. | 1990 |
| František Zbořil         |               |               | Tršice                           | František Zbořil und Marie Zborilová versteckten 1943 in einer Hütte auf ihrem Grundstück die vierköpfige jüdische Familie Wolf, die sich der Deportation ins Ghetto Theresienstadt entzogen hatte. | 2000 |
| Marie Zbořilová          |               |               | Tršice                           | František Zbořil und Marie Zborilová versteckten 1943 in einer Hütte auf ihrem Grundstück die vierköpfige jüdische Familie Wolf, die sich der Deportation ins Ghetto Theresienstadt entzogen hatte. | 2000 |
| Jaroslav Zdařil          | 1915          | 1972          | Tršice                           | Jaroslav Zdařil aus dem mährischen Dorf Tršice, versorgte ab Oktober 1942 die vierköpfige jüdische Familie Wolf, die sich der Deportation ins Ghetto Theresienstadt entzogen hatte, ab 1943 in ihren Verstecken mit Lebensmitteln. | 2000 |
| Emanuel Zima             | 1881          | 8. Apr. 1963  | Budapest                         | Emanuel Zíma, der als Concierge in der tschechoslowakischen Botschaft in Budapest arbeitete – die im Frühjahr 1939 Teil der deutschen Botschaft wurde – versteckte ab Sommer 1944 die jüdische Ärztin Mária Flamm und ihre Familie in einem durch die Bombardierungen beschädigten, nicht mehr genutzten Raum der Botschaft. Insgesamt fanden hier bis Kriegsende dreizehn jüdische Mitbürger Unterschlupf. Emanuel Zíma und sein Sohn Jozef Zíma versorgten die Schutzbedürftigen mit Lebensmitteln. | 1971 |
| Josef Zima               | 1914          | 21. Jan. 1984 | Budapest                         | Emanuel Zíma, der als Concierge in der tschechoslowakischen Botschaft in Budapest arbeitete – die im Frühjahr 1939 Teil der deutschen Botschaft wurde – versteckte ab Sommer 1944 die jüdische Ärztin Mária Flamm und ihre Familie in einem durch die Bombardierungen beschädigten, nicht mehr genutzten Raum der Botschaft. Insgesamt fanden hier bis Kriegsende dreizehn jüdische Mitbürger Unterschlupf. Emanuel Zíma und sein Sohn Jozef Zíma versorgten die Schutzbedürftigen mit Lebensmitteln. | 1971 |
| Stanislav Zvoníček       |               |               | Prag                             | Antonin Dvořák, Jiří Seydler und Stanislav Zvoniček, Mitglieder einer Prager Untergrundorganisation, versteckten von April bis Mai 1944 den jüdischen Studenten Karel Koerper, der 1942 mit seiner Familie ins Ghetto Theresienstadt deportiert worden war und von dort fliehen konnte. | 2001 |